# Au Bon Marché

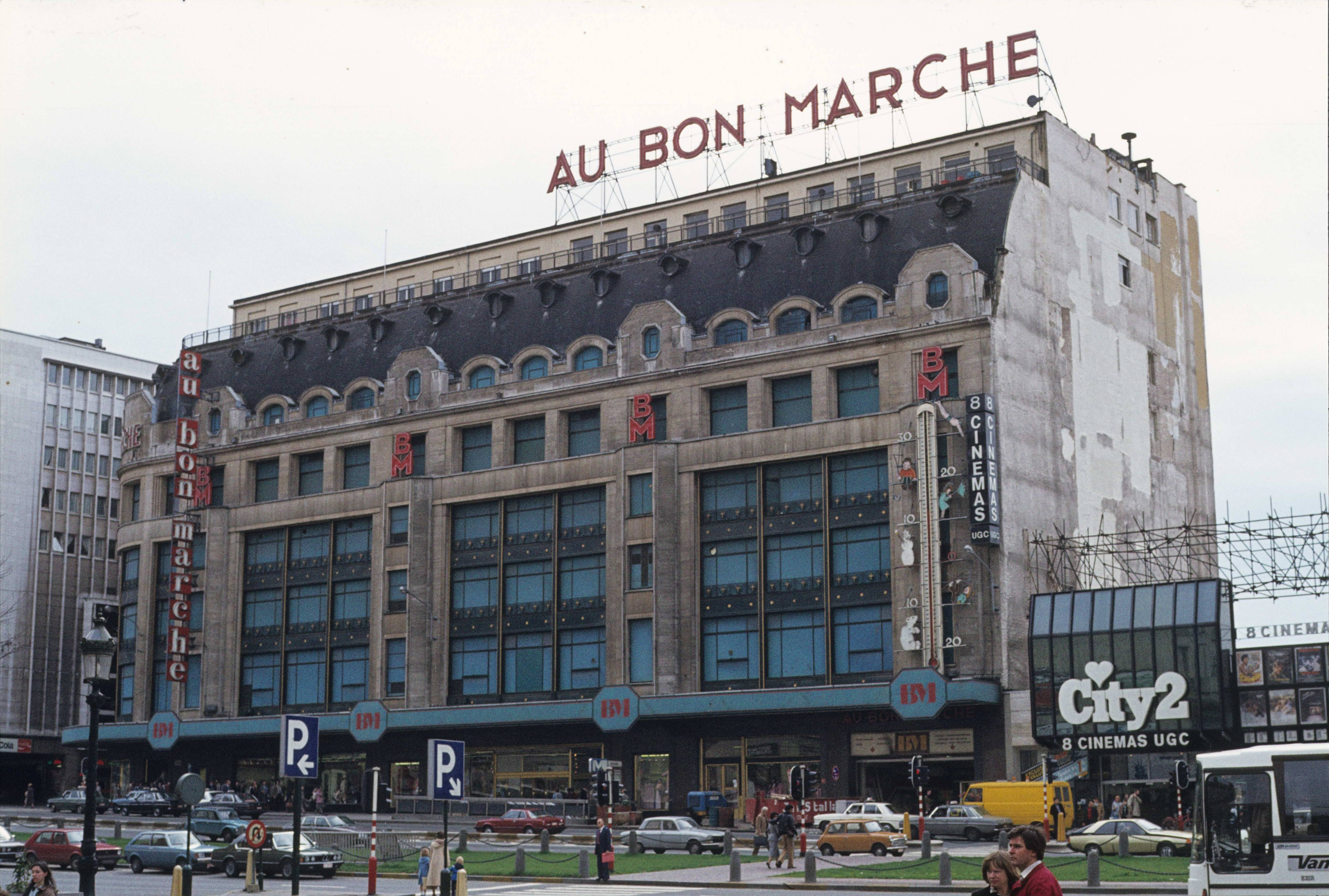
Het vroegere gebouw van Au Bon Marché aan de Kruidtuinlaan in Brussel (1981), na de transformatie tot City 2.

Au Bon Marché was een keten van Belgische warenhuizen. De naam is overgenomen van het eerste grote warenhuis in Parijs, dat in 1838 werd opgericht en dat nog steeds bestaat (sinds 1989 onder de naam Le Bon Marché), hoewel de gelijknamige Belgische onderneming altijd los heeft gestaan van de Parijse.
De naam betekent "in de goede koop". 

## Geschiedenis
Au Bon Marché werd in 1860 in Brussel opgericht door de toen twintigjarige Fransman François Vaxelaire. Deze was zijn carrière begonnen in een confectiewinkel in Parijs, op een moment dat zich daar een nieuwe vorm van detailhandel ontwikkelde: de grands magasins, naar het voorbeeld van de Amerikaanse department stores.
Vaxelaire trok naar Brussel, dat toen in volle ontwikkeling was, om daar een soortgelijk bedrijf op te richten. Hij werd er aangenomen in een kleine stoffenwinkel. Na enige tijd wilden de eigenaars stoppen. Ze vroegen Vaxelaire om uitbater te worden en later kreeg hij het eigendom over de zaak. 
Vaxelaire bouwde de winkel om tot een warenhuis, de eerste in die soort in België, waar allerlei goederen te koop waren. De producten werden uitgestald en konden aangeraakt worden. Klanten konden binnenkomen, maar hoefden niets te kopen; er was dus vrije toegang. Nieuw was ook dat de prijzen aangegeven stonden. In kleinere winkels kon gediscussieerd worden over de prijs, in het warenhuis was de prijs vast en bovendien concurrerend. De lagere winstmarges konden gecompenseerd worden door de verkochte hoeveelheden. De lage prijs werd dan ook verwerkt in de naam van de zaak: je was er goedkoper uit dan bij de kleine handelaar. Het ging Vaxelaire voor de wind en hij kocht aanpalende gebouwen op om uit te breiden.
Au Bon Marché werd een succes en Vaxelaire richtte soortgelijke warenhuizen elders op. In België was dat in Charleroi, Luik, Antwerpen en Brugge. Ook in Frankrijk kwamen er filialen, onder meer in Nancy, Besançon en Metz. 
Stilaan kwam ook de concurrentie op gang: de Grands Magasins de la Bourse en de Galeries Anspach zagen in Brussel het licht, maar vooral À l'Innovation, gebouwd in een aangrenzend pand en eveneens expansief, werd een grote concurrent van Au Bon Marché.
De keten was eigendom van de Société anonyme des Grands Magasins Au Bon Marché en Belgique et au Congo belge. Toen François Vaxelaire in 1920 overleed werd de leiding overgenomen door zijn zonen Raymond (later verheven tot baron) en Georges Vaxelaire, en nadien door Raymonds zoon François. 
In 1969 liet kleinzoon François Vauxelaire het bedrijf samenvoegen met concurrent À l'Innovation (waarvan de Brusselse vestiging twee jaar daarvoor vernield werd door een brand). Zo ontstond de keten Inno-BM. In 1974 fuseerde deze met de GB-groep, om samen verder te gaan als GB-Inno-BM (GIB). Die groep werd in 2002 opgedoekt en de meeste overgebleven warenhuizen van Inno-BM gingen over in de keten Galeria Inno.
Nadat de vernielde Brusselse Innovation door een geheel nieuw gebouw was vervangen, werd het nabijgelegen gebouw van Au Bon Marché omgevormd tot het winkelcentrum City 2.